# Premis del Sindicat Nacional de l'Espectacle de 1962
Els vint-i-dosens Premis Nacionals de Cinematografia concedits pel Sindicat Nacional de l'Espectacle corresponents a 1962 es van concedir el 30 de gener de 1963 a l'Hotel Palace de Madrid. En aquesta edició els premis econòmics foren per 5 pel·lícules i 875.000 pessetes, i un total de 265.000 pessetes als premis al millor director, guió, actor i actriu principal, actor i actriu secundaris, fotografia, decorats i música.

## Guardonats de 1962
| Categoria                | Premi       | Pel·lícula premiada                              | Director                      |
| ------------------------ | ----------- | ------------------------------------------------ | ----------------------------- |
| Premi especial           | 250.000 pts | Teresa de Jesús                                  | Juan de Orduña                |
| 1r premi                 | 250.000 pts | Dulcinea                                         | Vicente Escrivá               |
| 2n premi                 | 150.000 pts | La gran familia                                  | Fernando Palacios             |
| 3r premi                 | 125.000 pts | La reina del Chantecler                          | Rafael Gil Álvarez            |
| 4t premi                 | 100.000 pts | Ensayo general para la muerte                    | Juli Coll i Claramunt         |
| Millor director          | 45.000 pts  | Vicente Escrivá                                  | Dulcinea                      |
| Millor guió              | 45.000 pts  | Rafael J. Salvia, Pedro Masó, Antonio Vich Pérez | La gran familia               |
| Millor actriu            | 30.000 pts  | Paloma Valdés                                    | Los inocentes                 |
| Millor actor             | 30.000 pts  | José Luis López Vázquez                          | Atraco a las tres             |
| Millor actriu principal  | 25.000 pts  | Julia Gutiérrez Caba                             | Accidente 703                 |
| Millor actor principal   | 25.000 pts  | Fernando Sancho                                  | El hijo del capitán Blood     |
| Millor actriu secundària | 20.000 pts  | María Luisa Ponte                                | Ensayo general para la muerte |
| Millor actor secundari   | 20.000 pts  | Antonio Garisa                                   | Dulcinea                      |
| Millor fotografia        | 25.000 pts  | Godofredo Pacheco                                | Dulcinea                      |
| Millors decorats         | 20.000 pts  | Enrique Alarcón                                  | La reina del Chantecler       |
| Millors música           | 20.000 pts  | Manuel Parada                                    | Cristo negro                  |